# Pont per volats successius

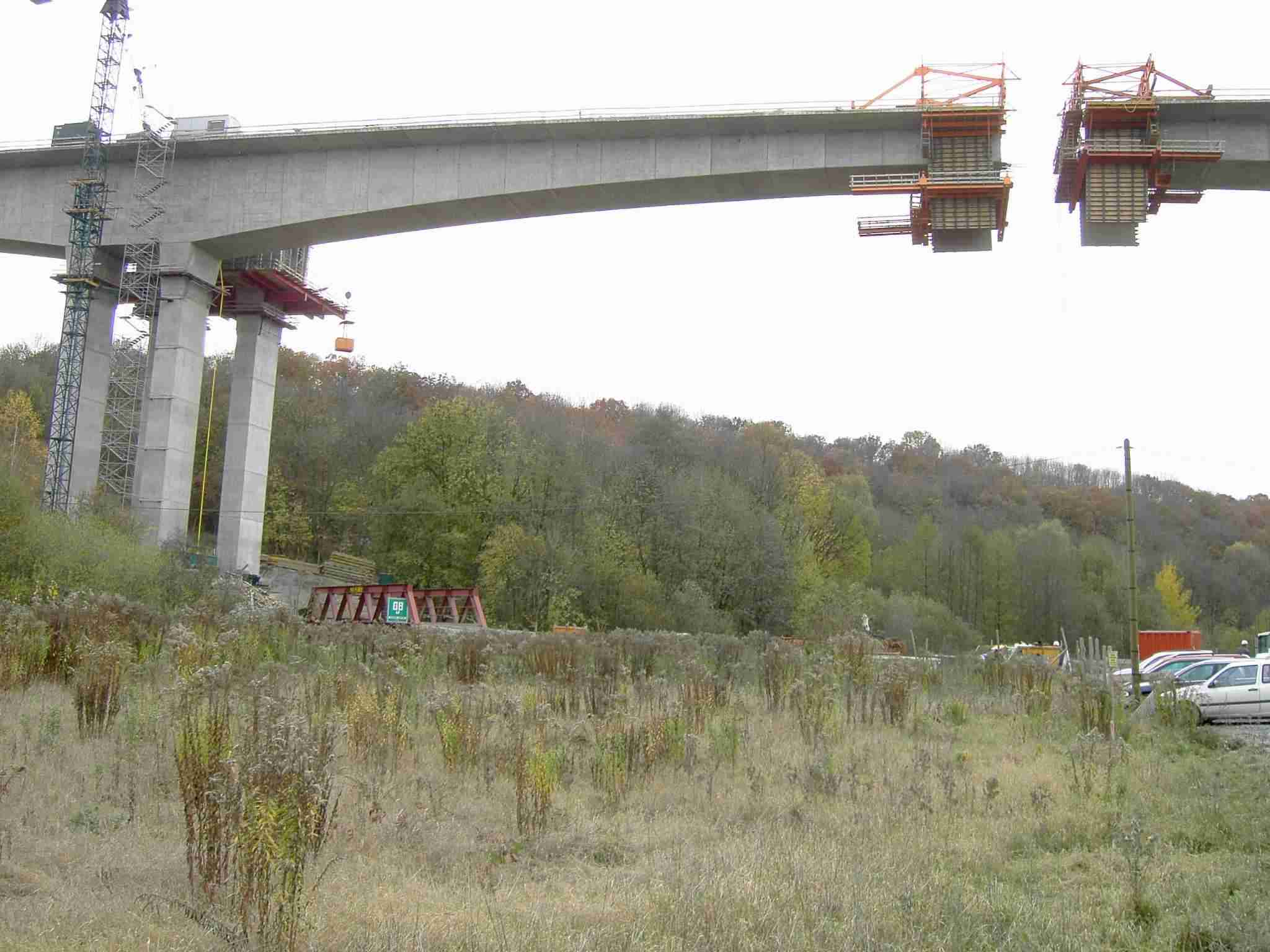
Construcció per volats successius.

L'expressió  pont per volats (volades) successius  fa referència a un procediment de construcció utilitzat sovint en grans ponts. El mètode consisteix a construir la superestructura a partir de les piles o pilons, afegint trams parcials que se sostenen del tram anterior. Aquesta maniobra es realitza de manera més o menys simètrica a partir de cada piló, de manera que es mantingui equilibrat i no estigui sotmès a grans moments capaços de provocar la seva bolcada.
Pot utilitzar-se en ponts construïts amb qualsevol material, encara que el comú és que es reservi per ponts biga de secció buida construïts en formigó posttesat, en els quals les seccions parcials es construeixen en lloc mitjançant la tècnica d'encofrat lliscant o es construeixen com a dovelles prefabricades que es porten al seu lloc mitjançant grua s de gran port.

## Tipologia estructural
Si una vegada que estan totes posades es procedeix a unir l'extrem que es recolza en un piló amb l'extrem que es recolza en el piló adjacent, es tracta d'un pont biga; també podria tractar-se, almenys des d'un punt de vista formal, d'un pont en arc, un pont atirantat o un pont penjant.
En canvi, si les dues seccions s'aproximen però treballen independentment, recolzada cadascuna en un piló, es tracta d'un pont en mènsula ( cantilever bridge ). Un pont en mènsula, també anomenat pont en voladís, és un cas particular de pont biga que, quan s'ha construït per volats successius, sol disposar com biga tipus Gerber.

## Procediment constructiu, pas a pas
En primer lloc es posa la dovella 0, i se situa al capdavant de pila, sobre quatre gats. Estabilitat durant construcció Encastant mitjançant armadura posttesat a cap de piles. La dovella 0 pesa més que les altres dovelles, a causa del massissat.
Les següents dovelles es col·loquen alternativament a cada costat de la dovella 0, mitjançant el llançador de dovelles, configurant una T.
El llançador de dovelles consisteix en una parella de bigues metàl·liques de gelosia sobre les quals es desplaça un pòrtic grua que transporta les dovelles fins a la seva posició.
Cada dovella s'uneix provisionalment a l'anterior mitjançant barres rectes d'armadura posttesat.
Cada cert nombre de dovelles es realitza un posttesat definitiu. Es retiren els gats. Si cal, els voladissos laterals de la secció calaix es realitzen in situ.